# Don't Sleep
Pour plus de détails, voir Fiche technique et Distribution.
Don't Sleep est un film d'horreur fantastique américain écrit et réalisé par Rick Bieber et sorti en 2017.
Le film met en vedette Dominic Sherwood, Charlbi Dean, Jill Hennessy, Drea de Matteo, Cary Elwes et Alex Rocco dans son dernier film avant sa mort (en 2015),,,.

## Fiche technique
- Titre original : Don't Sleep
- Réalisation : Rick Bieber
- Scénario : Rick Bieber
- Photographie : Ian Fox
- Montage : Shilpa Sahi
- Musique : Andy Mendelson
- Pays de production : États-Unis
- Langue originale : anglais
- Format : couleur
- Genre : horreur
- Durée : 101 minutes
- Dates de sortie :  
  - États-Unis : 29 septembre 2017

## Distribution
- Dominic Sherwood : Zach Bradford
- Charlbi Dean : Shawn Edmon
- Jill Hennessy : Cindy Bradford
- Drea de Matteo : Jo Marino
- Alex Carter : Vince Marino
- Cary Elwes : Dr Richard Sommers
- Alex Rocco : Mr Marino

## Réception
Le film a une note de 9% sur Rotten Tomatoes, basée sur onze critiques avec une note moyenne de 4,39/10.Jeffrey M. Anderson de Common Sense Media a attribué au film une étoile sur cinq. Simon Abrams de RogerEbert.com a décerné deux étoiles au film.